# Happiness in Magazines
Happiness in Magazines은 그레이엄 콕슨의 5번째 솔로앨범이다. 블러의 2,3,4집 앨범을 제작한 스티번 스트리트가 프로듀서를 맡았고 그레이엄 콕슨의 가장 상업적인 성공을 거둔 앨범이기도 하다. Happiness in Magazines은 UK 앨범 차트에서 19위를 기록했고 실버 부문에 오르기도 했다.

## 트랙 리스트
모든 곡들을 그레이엄 콕슨이 작곡하였다.
1. "Spectacular" – 2:48
2. "No Good Time" – 3:21
3. "Girl Done Gone" – 3:57
4. "Bittersweet Bundle of Misery" – 4:53
5. "All Over Me" – 4:16
6. "Freakin' Out" – 3:42
7. "People of the Earth" – 3:04
8. "Hopeless Friend" – 3:22
9. "Are You Ready?" – 4:42
10. "Bottom Bunk" – 3:16
11. "Don't Be a Stranger" – 3:29
12. "Ribbons and Leaves" – 4:11

보너스 트랙
- "Life It Sucks" (일본)
- "Right to Pop!" (미국)

## 싱글
- "Freakin' Out", 2004년 3월 8일 발매 - 차트 37위
- "Bittersweet Bundle of Misery", 2004년 5월 3일 발매 - 차트 22위
- "Spectacular", 2004년 7월 26일 발매 - 차트 32위
- "Freakin' Out" / "All Over Me", 2004년 10월 25일 발매 - 차트 19위

## 발매 상세 날짜
| 국가 | 날짜            | 레이블                    | 구성 방식 | 카탈로그   |
| 호주 | 2004년 5월 7일  | 캐피털 레코드             | CD        | 5777472    |
| 영국 | 2004년 5월 17일 | 트랜스코픽 레코드, 팔로폰 | LP        | 5775191    |
|      |                 |                           | CD        | 5775192    |
| 일본 | 2004년 5월 26일 | 토시바-EMI                | CD        | TOCP 66292 |
| 미국 | 2005년 1월 25일 | Astralwerks               | CD        | ASW 60387  |